# حسن سلیمانی
حسن سلیمانی (زادهٔ ۱۳۳۲ در صحنه) نمایندهٔ حوزهٔ انتخابیهٔ کنگاور، صحنه، هرسین، بیستون و دینور در دورهٔ چهارم، ششم، هفتم و دهم مجلس شورای اسلامی است.